# Ромео Нері
Ромео Нері (італ. Romeo Neri, 26 березня 1903 — 23 вересня 1961) — італійський гімнаст, олімпійський чемпіон, призер чемпіонатів світу.